# Jean Hector Anacacis
Jean Hector Anacacis, né le 20 juillet 1955 à Cayes-Jacmel, est un homme politique haïtien.

## Biographie
Né le 20 juillet 1955 à Cayes-Jacmel, il est élu sénateur lors des élections générales haïtiennes de 2006 pour un mandat de six ans.
Il est candidat à l'élection présidentielle haïtienne de 2010-2011.
Le 17 mai 2024, dans le cadre d'un appel à candidatures du 13 au 17 mai, le Conseil présidentiel de transition annonce avoir reçu plus de 80 candidatures au poste de Premier ministre. Parmi les candidats, l'ancien Premier ministre Garry Conille, Fritz Bélizaire, Paul Antoine Bien-Aimé, les anciens ministres de la Justice Michel Brunache et Lucmane Délile, ainsi que Jean Hector Anacacis, Gérald Germain, Inel Torchon, Alix Didier Fils-Aimé,, et Jean-Rodolphe Joazile. La candidature de Conille est finalement retenue le 29 mai.